# Chiclana de Segura (kommun)
Chiclana de Segura är en kommun i Spanien.   Den ligger i provinsen Provincia de Jaén och regionen Andalusien, i den centrala delen av landet, 240 km söder om huvudstaden Madrid. Antalet invånare är 1 147. Arean är 233 kvadratkilometer.
Terrängen i Chiclana de Segura är lite kuperad.